# Акісіно Фуміхіто
Принц Фуміхіто Акісіно (яп. 秋篠宮文仁親王殿下; нар. 30 листопада 1965) — член японської імператорської сім'ї. Другий син імператора на спокої Акіхіто та імператриці на спокої Мітіко, молодший брат імператора Нарухіто та спадкоємець японського престолу.

## Особисте життя
29 червня 1990 одружився з Кавасіма Кіко, принцеса Акісіно, і у них троє дітей:
- Принцеса Мако, народилася 23 жовтня 1991
- Принцеса Како, народилася 29 грудня 1994
- Принц Хісахіто, народився 6 вересня 2006

Початкову, середню і вищу освіти, отримав у школі в університеті Ґакусюїн. Вивчав право і біологію. У 1988—1990 вивчав таксономію в Оксфордському університеті в Англії. Після смерті свого діда, імператора Хірохіто, у 1989 році, став другим в черзі на престол Японії. У 1996 році захистив докторську дисертацію в області орнітології.
Наразі є президентом Ямасіна Інституту орнітології, Японської асоціації зоопарків, а також почесним президентом Японської Асоціації тенісу.